# Calydon submetallicum
Calydon submetallicum är en skalbaggsart som först beskrevs av Blanchard 1851.  Calydon submetallicum ingår i släktet Calydon och familjen långhorningar. Inga underarter finns listade.